# Christian Mair
Christian Mair (Brunico, 11 febbraio 1981) è un hockeista su ghiaccio italiano.

## Carriera
Ha giocato per quasi tutta la sua carriera nell'HC Brunico, anche dopo il cambio di denominazione in HC Val Pusteria.
Fanno eccezione una stagione (2000-2001) giocata nel Vipiteno quando il Brunico rinunciò per motivi economici alla massima serie, ed alcuni incontri nella stagione 2010-2011 giocati in prestito nel farm team dei pusteresi, l'SV Caldaro, per recuperare da un infortunio.
Ha annunciato il ritiro nell'estate del 2014. Al momento del ritiro era il secondo giocatore per numero di presenze con la maglia dei brunicensi, preceduto dal solo Martin Crepaz.
Dopo quattro stagioni lontano dal ghiaccio, è ritornato a giocare, indossando la maglia dell'Hockey Club Falcons Bressanone, neopromosso in seconda serie. Le buone prestazioni gli valsero la conferma anche per la stagione 2019-2020.

## Palmarès

### Club
- Coppa Italia: 1

Val Pusteria: 2010-2011
- Supercoppa italiana: 1

Val Pusteria: 2011